# The 23rd Psalm
"The 23rd Psalm" (da. titel Salme 23) er det 34. afsnit af tv-serien Lost. Episoden blev instrueret af Matt Earl Beesley og skrevet af Carlton Cuse & Damon Lindelof. Det blev første gang udsendt 11. januar 2006, og karakteren Mr. Eko vises i afsnittets flashbacks.

## Handling
Mr. Eko insisterer om at lære mere om Jomfru Maria-statuerne og et flashback forklarer hvorfor. Mr. Eko insistere på at Charlie viser hvor resten af statuerne er. Locke sætter sikkerhedslås på døren ind til våbenkammeret, men Michael vil lærer hvordan man skyder. Charlie er desperate overfor Claire.